# Hồng Phong, Ninh Bình
	Hồng Phong		là một xã thuộc tỉnh Ninh Bình, Việt Nam.

## Địa lý
Trụ sở xã nằm cách phường Hoa Lư - trung tâm tỉnh lỵ Ninh Bình 32 km về phía Đông Nam, có vị trí địa lý:
- Phía bắc giáp xã Nghĩa Sơn.
- Phía nam giáp xã Quỹ Nhất.
- Phía đông giáp xã Hải Thịnh.
- Phía tây giáp xã Chất Bình và xã Kim Sơn.

Xã Hồng Phong	có diện tích:	29,21	km², 	dân số:	28.215	người, mật độ dân số: 	966	người/km². 	
Đây là đơn vị có diện tích xếp thứ:	47	, số dân xếp thứ: 	82	và mật độ dân số xếp thứ: 	99	trong số 129 xã, phường ở Ninh Bình.  
Xã này nằm trên Quốc lộ 21B và cũng là nơi có sông Đáy, Sông Ninh Cơ chảy qua.

## Lịch sử
Theo Nghị quyết số 1674/NQ-UBTVQH15 ngày 16/6/2025 về sắp xếp các đơn vị hành chính cấp xã của tỉnh Ninh Bình năm 2025, Theo đó, sắp xếp toàn bộ diện tích tự nhiên, quy mô dân số của các xã Nghĩa Hồng, Nghĩa Phong và Nghĩa Phú thành xã mới có tên gọi là xã Hồng Phong. 